# نیاطوس
نیاطوس در شاهنامه پسر قیصر روم بود که به فرمان پدرش در رأس سپاهی به یاری خسروپرویز آمد تا تاج و تخت از دست رفته را از بهرام چوبین بازستاند. خسروپرویز پس از پیروزی در این نبرد، شهرهایی را که هرمزد و قباد و خسرو انوشیروان از رومیان گرفته بودند، به نیاطوس پس داد.